# Hoya bicknellii
Hoya bicknellii är en oleanderväxtart som beskrevs av D. Kloppenburg. Hoya bicknellii ingår i släktet Hoya och familjen oleanderväxter. Inga underarter finns listade i Catalogue of Life.